# 事故調査
事故調査（じこちょうさ、Accident investigation）とは、さまざまな要因により発生した事故を調査し、事故原因の究明をはかる活動を指す。
この調査は、事故の原因究明を行い、事故の再発防止をはかり安全性を向上させることを目的としている。それらが優先され、当事者個人の責任追及を目的としているわけではない。多くの調査結果は、事故調査報告書として公表され、その後の安全性向上・再発防止などに役立てられる。事故の被害者等の利害関係者に対する詳細な説明となる。

## 種別

### 医療事故
以下の要件に該当する医療事故については、医療施設管理者は医療事故調査・支援センターに届け出る義務を負う（医療法第6条の11の4）。

### 鉄道・航海・航空事故
- 鉄道事故#事故調査

### 原子力
福島第一原子力発電所事故における原因究明と再発防止を目的として、東京電力福島原子力発電所における事故調査・検証委員会が設置されている。リーダーは、失敗学で知られている畑村洋太郎で、日航機墜落事故で有名な柳田邦男等をメンバーとして活動を行っている。

### すき間事故
現行制度下で担当や所管が一義的に明確ではない分野の事故。事故の関係者の訴え等により露呈している。

#### 昇降機設備や遊具等
エレベーターやエスカレーターなどの昇降機設備や、ジェットコースターなどの大型遊具に関する事故を調査する機関は設置されていなかった。しかしながら、東京都港区のアパートで発生したシンドラー社製エレベーター事故やエキスポランドにおけるジェットコースターの脱輪事故等が発生し、この分野における事故調査機関が無いことが度々指摘されたため、国土交通省は、2009年2月に社会資本整備審議会建築分科会建築物等事故・災害対策部会に「昇降機等事故対策委員会」が発足させた。さらに、同委員会を建築基準法対象外の道路工作物や鉄道駅構内に設ける昇降機も調査対象とし、部会が承認した事故調査報告書を直接審議会の報告書とすることとともに、事故調査報告書における意見を法律に基づく関係行政機関に対する意見として位置づけるために、2010年12月に社会資本整備審議会の「昇降機等事故調査部会」に昇格させている。しかしながら、国土交通省の審議会の下部機関にすぎないため、法的根拠を持つ立ち入り調査や勧告の権限等を有しておらず、事故調査機関として独立した万全な調査ができるか疑問がもたれている。その矢先に、2011年1月30日に東京ドームシティアトラクションズの「スピニングコースター舞姫」で利用客が転落し死亡する事故が発生している。

## 調査機関
常設組織として設置されているものもあれば、スポーツ事故のように過去に前例のないような事故が発生した場合には特別調査委員会等の事故調査組織が設けられることもある。例えば、2009年7月16日に登山者9名が死亡したトムラウシ山遭難事故においては、社団法人日本山岳ガイド協会を中心とした第三者による調査委員会が設置され、再発防止の観点で トムラウシ山遭難事故調査報告書 をまとめている。
- 運輸安全委員会
  - 航空事故、鉄道事故、海難事故を扱う。国土交通省の外局の1つ。
- 航空安全管理隊
  - 航空自衛隊内における航空事故を扱う。
- 国民生活センター
  - 製品事故を扱う。消費者庁が所管する独立行政法人。
- 製品評価技術基盤機構
  - 製品事故を扱う。経済産業省が所管する独立行政法人。NITE（ナイト）。
- 交通事故総合分析センター
  - 交通事故を分析する財団法人。ITARDA（イタルダ）。
- 高圧ガス保安協会
  - ガス関連事故を扱う。
- 原子力規制委員会
  - 原子力事故を扱う。環境省の外局。
- 食品安全委員会
  - 食品事故を取り扱う。内閣府の審議会等で、食品安全基本法に基づいて食品安全行政を行う機関。
- 保健所
  - 食品事故を取り扱う。
- 消防
  - 火災事故を取り扱う。火災調査。
- 医療事故調査・支援センター
  - 医療法に基づき厚生労働大臣が指定（第6条の15）。

### 求められる機能
事故調査機関は以下のような機能を求められている。
- 独立性

事故調査機関は、事故の再発防止とは別の目的を持っている機関や規制の影響力を受けてはならない。もしも刑事、行政、民事等の責任追及を目的とした調査であれば、事故を起こした当事者は自らを守るために証言が取りにくくなって有益な情報の提供を受けることができなくなる。また事故調査機関自体が、事故を起こした産業を育成したり規制する省庁の下級庁であれば、事故調査に圧力が入ったり、人事や行政制度自体の不備等を指摘しにくくなる。
- 公正性・中立性

事故を起こした企業・組織自体の事故調査が、外部への信用失墜につながる行為である可能性を負ってまで、中立的であるかは疑問が残る。専門の調査委員によって行われる事故調査において、事故当事者の影響力を及べば公正な調査を妨げることになり、事故調査に対する信頼性を著しく落としてしまう。JR福知山線脱線事故では、鉄道事故の当事者である鉄道会社の社員が、本来中立的に対応するべき運輸安全委員会の前身組織の調査委員と接触し、事故調査報告書の内容を漏洩するなどの事件が発生している。
- 専門性

被害者や被害者遺族が独自で事故調査を行うこともあるが、関係者からの証言や証拠収集も難しく、技術的・専門的知識を兼ね備えていることは希で、かつ経済的や精神的負担を考えると、個人の調査能力には限界がある。事故調査に関わる者は高度な専門性を有していることが求められる。それとともに経済的・物資的な面でも保証されていなければならない。
- 即応性

迅速に事故を調査し原因を究明していれば、同様の事故の再発防止を行うことができるのではないかと指摘されている。例えば、北見市都市ガス漏れ事故では、当事者が迅速に調査していれば一酸化中毒による死亡事故を防げた可能性もあり、ガス湯沸かし器事故においては、一酸化炭素による死亡事故が発生していたにもかかわらず企業が対策をうたなかったために、複数の死亡事故が発生した。遺族が動き、警察の事故捜査によって事故の原因・実態が発覚している。
- 網羅性

松濤温泉シエスパで起きた「渋谷温泉施設爆発事故」では、行政側が想定して担当機関を設置していなかった「すき間事故」が露呈された。

### 事故調査機関を巡る動き

#### 独立した事故調査機関を求める動き
日本においては、事故原因の調査活動よりも当事者の業務上過失致死傷罪など、刑事責任を追及する捜査機関による捜査活動が優先されてきた。しかし、近年事故調査体制の不備により、通報を受けて事故調査していれば同様の再発が防止できうる事故が発生したり、組織の企業体質や勤務体制の欠陥による過労によるストレスや、睡眠時無呼吸症候群や病気によるヒューマンエラーなどの、個人の過失が問えない人間行動が要因になっていたり、もしくは事故捜査に協力して法的責任を受けるおそれがある場合に、関係者から事故原因究明に黙秘権を行使され、有効な証言を得にくいのではないかという意見などから、刑事責任を追及する捜査の過程での事故調査だけでなく、当事者でも捜査機関でもない『第三者委員会』の立場で、原因究明と再発防止を目的とした事故調査活動を見直す動きがある。

#### 消費者庁の設置
2009年9月1日、消費者庁が、所管が複数にまたがり縦割り行政の弊害が指摘されていた消費者保護行政について一元化した行政機関として設置された。

#### 事故調査機関の在り方に関する検討会
2010年（平成22年）8月20日、事故調査機関の在り方に関する検討会が設置された。事務局は、消費者庁消費者安全課。
- 事故調査機関の在り方に関する検討会について[5]-検討事項

1. 現行の事故原因究明に係る機関・機能についての整理と評価
2. 新たな機関・機能のニーズ・シーズの確認
3. 刑事捜査と行政調査の関係整理
4. 事故原因究明に係る機関・機能に求められる属性
5. 被害者との関係、被害者支援の在り方

2011年5月、検討会は、「事故調査機関の在り方に関する検討会取りまとめ」を報告した。これを受けて、これを所管する蓮舫消費者及び食品安全担当大臣が方針を示し、消費者庁が「消費者事故等調査機関」（仮称）を設置する方針を決めた。2011年度中に政府の消費者基本計画の見直しに反映させ、早ければ2012年度の設置を目指す。すき間事故のほか、製品の誤使用など従来は調査が不十分だった事案も担当することになるという。

#### 国民生活センターの在り方の見直し
「独立行政法人の事務・事業の見直しの基本方針」の閣議決定（平成22年12月7日）を受け、消費者庁では、独立行政法人国民生活センターの在り方の見直しについて、以下のとおり検討を進められる（国民生活センターの在り方の見直しに係る今後の検討について）。